# Kückenstiftung
Das Gebäude der Kückenstiftung in Schwerin, Stadtteil Schelfstadt, Ecke Friedrichstraße 2, August-Bebel-Straße 1 und Arsenalstraße, ist ein Baudenkmal in Schwerin. Hier befinden sich das ZDF-Landesstudio Mecklenburg-Vorpommern (seit 1995) und das Restaurant Friedrich’s.

## Geschichte

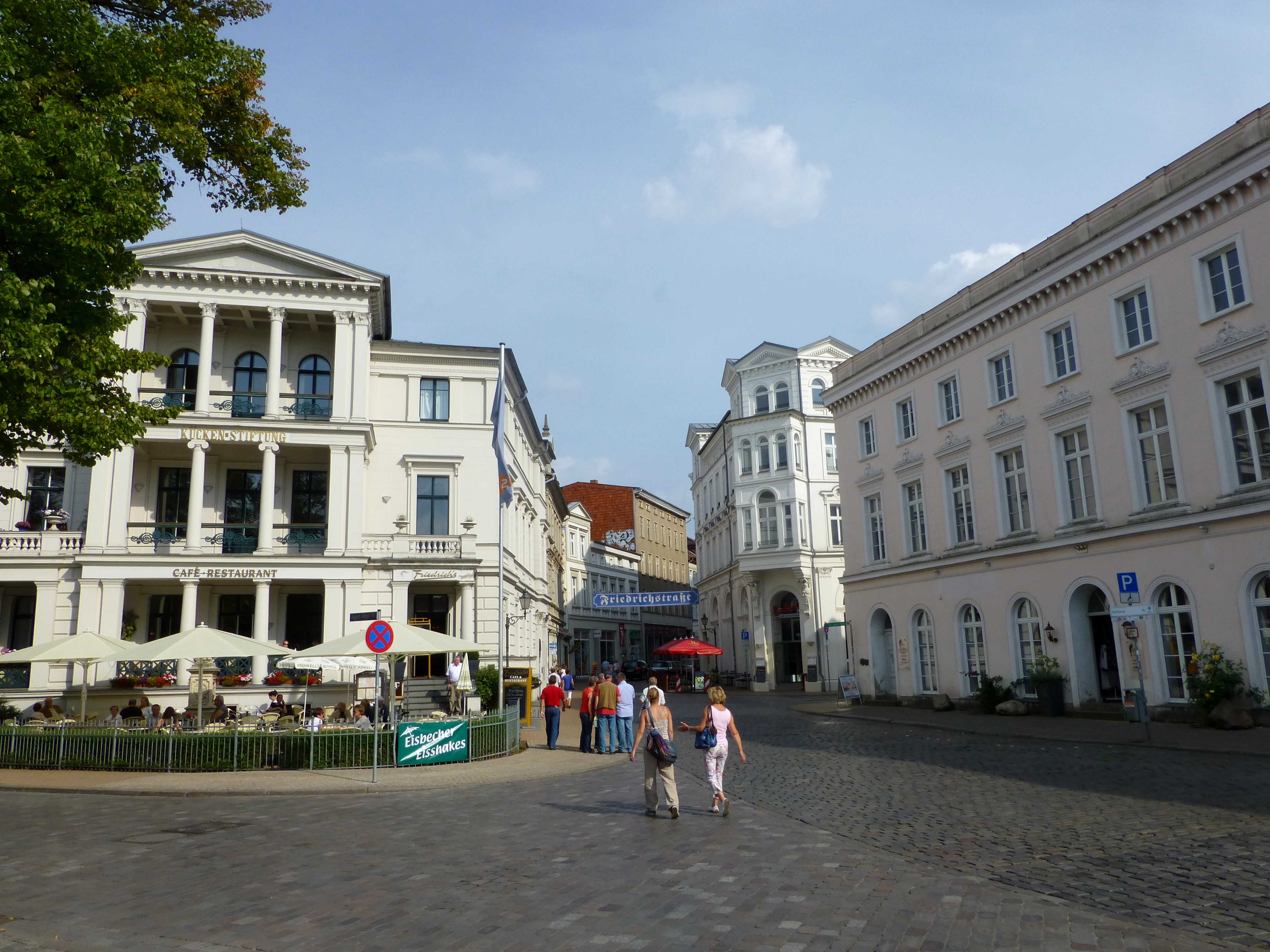
Blick vom Pfaffenteich

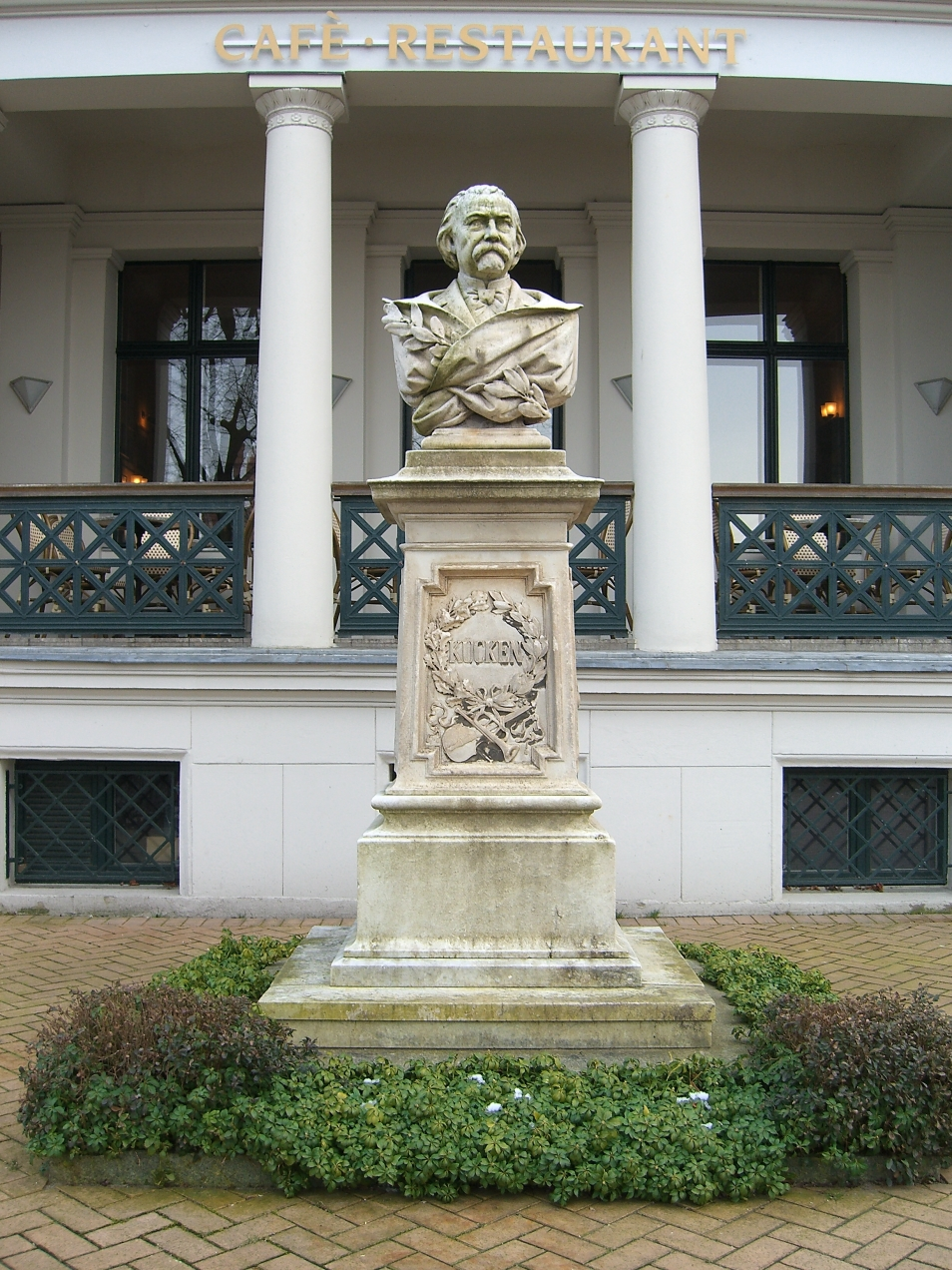
Kücken-Denkmal

1865 wurde die östliche Pfaffenteichseite aufgeschüttet und eine Promenade fertiggestellt, benannt als Marie Straße nach der Herzogin Marie zu Mecklenburg. Die Straße wurde 1945 nach dem Politiker (SPD) August Bebel benannt.
Eines der ersten Häuser an der Straße war das dreigeschossige verputzte spätklassizistische Wohn- und Geschäftshaus von 1868 (oder 1870) mit seiner dominanten palaisartigen Eckausbildung und den hohen Arkaden mit dorischen Säulen, gebaut für den Hoftischlermeister H. Peters nach seinen Plänen. Hier wohnten u. a. der Hofkomponist Kücken, der Notar Peters und der Konditormeister Burde.
Nach der Wende hat hier das Landesstudio M-V des ZDF sein Domizil. Es wurde 1992 bis 1995 denkmalgerecht saniert. Die Straßenflächen rundherum wurden 2003 erneuert. Im Erdgeschoss befindet sich seit 1995 das Restaurant Friedrich’s.
Friedrich Wilhelm Kücken (1810–1882) war ein Musiker und Komponist der Romantik. Er wirkte in den 1830er Jahren als Musiklehrer am Hofe des Großherzogs Paul Friedrich und von 1847 bis 1862 als Hofkapellmeister und Hofkompositeur in Stuttgart; danach lebte er wieder in Schwerin. Das Lied „Ach, wie ist’s möglich dann“ stammt von ihm. Nach seinem Tod wurde das Haus gemäß dem Testament des Komponisten bis 1939 als Stiftung für junge mittellose Musiker geführt.
Das Kücken-Denkmal des Bildhauers Ludwig Brunow stammt von 1885. Die zwei Allegorien am Sockel bedeuten: Phantasie des Tonkünstlers und Kunst des Musikers.